# Friedrich Ludwig (muzykolog)
Friedrich Ludwig (ur. 8 maja 1872 w Poczdamie, zm. 3 października 1930 w Getyndze) – niemiecki muzykolog.

## Życiorys
Studiował historię na Uniwersytecie Strasburskim, gdzie w 1896 roku uzyskał stopień doktora. Następnie studiował muzykologię pod kierunkiem Gustava Jacobsthala. W 1905 roku habilitował się. Od 1910 roku był profesorem nadzwyczajnym, a od 1920 roku profesorem zwyczajnym uniwersytetu w Getyndze. W latach 1929–1930 pełnił funkcję rektora tej uczelni.
W swojej pracy naukowej zajmował się muzyką okresu średniowiecza, jej formami jedno- i wielogłosowymi. Odczytał notację kwadratową i uporządkował twórczość szkoły Notre-Dame, odkrył też i opisał technikę izorytmii. Wydał obszerną pracę Repertorium organorum recentioris et motetorum vetustissimi stili (tom 1 Catalogue raisonné der Quellen, cz. 1: Handschriften in Quadrat-Notation wyd. Halle 1910, cz. 2: Handschriften in Mensural-Notation wyd. Friedrich Gennrich w „Summa musicae medii aevi” VII, 1961; tom 2 Musikalisches Anfangs-Verzeichnis des nach Tenores geordneten Repertorium wyd. Friedrich Gennrich w „Summa musicae medii aevi” VIII, 1962). Wydał również dzieła wszystkie Guillaume’a de Machaut (1926–1934).